# Vóley playa en los Juegos Europeos
El vóley playa en los Juegos Europeos se realizó en la primera edición. El evento es organizado por los Comités Olímpicos Europeos, junto con la Confederación Europea de Voleibol (CEV). 

## Ediciones
| N.º | Año  | Sede                 | Instalación    |
| --- | ---- | -------------------- | -------------- |
| I   | 2015 | Bakú ( Azerbaiyán)   | Arena de Playa |
| —   | 2019 | Minsk ( Bielorrusia) | No realizado   |
| —   | 2023 | Cracovia ( Polonia)  | No realizado   |

## Medallero
| Núm. | País            | Oro | Plata | Bronce | Total |
| ---- | --------------- | --- | ----- | ------ | ----- |
| 1    | Letonia         | 1   | 0     | 0      | 1     |
| 1    | Suiza           | 1   | 0     | 0      | 1     |
| 3    | Austria         | 0   | 1     | 0      | 1     |
| 3    | Rusia           | 0   | 1     | 0      | 1     |
| 5    | Lituania        | 0   | 0     | 1      | 1     |
| 5    | República Checa | 0   | 0     | 1      | 1     |
|      | TOTAL           | 2   | 2     | 2      | 6     |